# جیانکارلو ایمپروتا
جیانکارلو ایمپروتا (انگلیسی: Giancarlo Improta؛ زادهٔ ۱۵ آوریل ۱۹۸۷) بازیکن فوتبال اهل ایتالیا است.
از باشگاه‌هایی که در آن بازی کرده‌است می‌توان به باشگاه فوتبال سورنتو کالچو اشاره کرد.